# 齋藤樹
齋藤樹（1888年6月26日—1951年6月2日）日本千葉縣人，日本官員，歷任奈良、靜岡等縣知事、警視廳總監。1940年11月接任台灣總督府總務長官，因為正逢戰爭尖峰期，為了實行南進政策，任內積極實施皇民化。日本貴族院議員

## 生平
出生於長崎，為齋藤宗吉的長男。之後成為齋藤倉吉的養子。本籍在千葉。
千葉中學畢業後，1912年7月於第一高等學校畢業。同年8月，雖然在千葉縣大多喜中學就任教諭，齋藤樹於1914年8月辭職。同年9月，赴東京帝國大學法科大學就讀，在大學期間於1916年10月通過文官高等試驗合格。
1917年，齋藤樹畢業於東京帝國大學法科大學，之後進入警務系統，歷任奈良、富山、埼玉、靜岡等縣知事後，1937年升任日本國警視廳總監。1940年11月他接台灣總督府第十七任總務長官。因正逢二戰戰爭尖峰期，為了實行南進政策，在期任內積極實施皇民化。除了推行日語文，禁止漢宗教風俗習慣。1942年後，戰爭情勢突變，擴大實施戰時物資的配給與管制。

## 個人興趣
宗教方面信仰佛教日蓮宗。興趣有短歌、俳句和高爾夫球。。

## 榮譽
- 1921年7月1日 - 第一回國勢調査記念章[2]